# Gary Woodland
Gary Woodland (* 21. Mai 1984 in Topeka, Kansas) ist ein US-amerikanischer Profigolfer. Sein bisher größter Erfolg war der Gewinn der U.S. Open 2019.

## Leben und Karriere
Woodland ist in Topeka, der Hauptstadt von Kansas, geboren und besuchte die Shawnee Heights High School im Umland von Tecumseh. Nach der High School besuchte er die Washburn University mittels eines Basketball-Stipendiums. Nach seinem ersten Jahr konnte er zu einem Golfstipendium wechseln. Bevor Woodland 2007 in das Profilager wechselte, konnte er bei den Amateuren sechs Turniere gewinnen.
Im November 2011 gewann er mit Spielpartner Matt Kuchar den World Cup für die USA.

## Amateursiege (6)
- 2005: Cleveland State Invitational, Kansas Amateur
- 2006: Kansas Invitational
- 2007: All-American Golf Classic, Louisiana Classics, Kansas Amateur

## Profisiege (6)

### PGA-Tour-Siege (4)
| Nr. | Datum           | Turnier                       | Sieg Score            | Vorsprung | Zweitplatzierte |
| --- | --------------- | ----------------------------- | --------------------- | --------- | --------------- |
| 1   | 20. März 2011   | Transitions Championship      | -15 (67-68-67-67=269) | 1 Schlag  | Webb Simpson    |
| 2   | 4. August 2013  | Reno-Tahoe Open               | -19 (65-70-65-69=269) | 7 Schläge | Jonathan Byrd   |
| 3   | 4. Februar 2018 | Waste Management Phoenix Open | -18 (67-68-67-64=266) | Playoff   | Chez Reavie     |
| 4   | 16 Juni 2019    | U.S. Open                     | -13 (68-65-69-69=271) | 3 Schläge | Brooks Koepka   |

### PGA Tour Playoff Bilanz (1–1)
| Nr. | Jahr | Turnier                       | Zweitplatzierte            | Resultat                                                                 |
| --- | ---- | ----------------------------- | -------------------------- | ------------------------------------------------------------------------ |
| 1   | 2011 | Bob Hope Classic              | Jhonattan Vegas, Bill Haas | Par verloren am zweiten Extraloch Haas ausgeschieden am ersten Extraloch |
| 2   | 2018 | Waste Management Phoenix Open | Chez Reavie                | Sieg mit Par am ersten Extraloch                                         |

### Weitere Siege
- 2008: Southwest Kansas Pro-Am
- 2011: Omega Mission Hills World Cup (mit Matt Kuchar)

## Teilnahme in Teambewerben
- World Cup: 2011 (Sieger)

## Ergebnisse bei Major-Turnieren
| Turnier               | 2009 | 2010 | 2011 | 2012 | 2013 | 2014 | 2015 | 2016 | 2017 | 2018 |
| --------------------- | ---- | ---- | ---- | ---- | ---- | ---- | ---- | ---- | ---- | ---- |
| The Masters           | DNP  | DNP  | T24  | WD   | DNP  | T26  | CUT  | DNP  | CUT  | CUT  |
| U.S. Open             | T47  | CUT  | T23  | CUT  | DNP  | T52  | CUT  | DNP  | T50  | T36  |
| The Open Championship | DNP  | DNP  | T30  | T34  | DNP  | T39  | T58  | T12  | T70  | T67  |
| PGA Championship      | DNP  | DNP  | T12  | T42  | 74   | CUT  | DNP  | CUT  | T22  | T6   |

| Turnier               | 2019 | 2020 | 2021 | 2022 | 2023 | 2024 | 2025 |
| --------------------- | ---- | ---- | ---- | ---- | ---- | ---- | ---- |
| The Masters           | T32  | CUT  | T40  | CUT  | T14  | CUT  | DNP  |
| PGA Championship      | T8   | T58  | T38  | T34  | CUT  | T60  | CUT  |
| US Open               | 1    | CUT  | T50  | T10  | T49  | CUT  | CUT  |
| The Open Championship | CUT  | KT   | CUT  | CUT  | T55  | T50  | DNP  |

LA= Bester Amateur

DNP = nicht teilgenommen (engl. did not play)

WD = aufgegeben (engl. withdrawn)

DQ = disqualifiziert

CUT = Cut nicht geschafft

„T“ geteilte Platzierung (engl. tie)

KT = Kein Turnier (wegen Covid-19)

Grüner Hintergrund für Siege

Gelber Hintergrund für Top 10